# آتروفی پستان
آتروفی پستان تحلیل‌رفتگی یا آتروفی طبیعی یا خودبه‌خودی پستان‌ها است.
آتروفی پستان در زنان معمولاً در اثر کاهش سطح استروژن در هنگام یائسگی رخ می‌دهد. در زنان به‌طور کلی می‌تواند به علت هیپواستروژنیسم و/یا هیپرآندروژنیسم رخ دهد مثلاً در درمان آنتی استروژن برای درمان سرطان پستان، در سندرم تخمدان پلی‌کیستیک و در سوءتغذیه که با اختلالات خوردن مانند بی اشتهایی عصبی یا بیماری مزمن در ارتباط است. همچنین می‌تواند اثر کاهش وزن رخ دهد.
در درمان بزرگ‌شدن پستان مردانه در مردان و هیپرتروفی در زنان و در درمان جایگزینی هورمون در ترامردان آتروفی پستان ممکن است یک اثر دلخواه باشد. 
نمونه‌هایی از گزینه‌های درمان آتروفی پستان، بسته به وضعیت بیمار/در صورت مناسب بودن، می تواند شامل به‌کاربردن استروژن، آنتی‌آندروژن‌ها و تغذیه مناسب و افزایش وزن باشد. 